# 柳瀬興志
柳瀬興志（やなせ こうじ、1969年8月12日 - ）は、山口出身の競艇選手。
登録番号3661。身長164cm。血液型O型。73期。山口支部所属。師匠は今村豊。

## 来歴
社会人生活を経て、4回目の受験で合格、本栖研修所を経て第73期としてデビュー（デビュー2走目で初勝利）、通算優勝5回、通算500勝以上を挙げている。

## 人物・エピソード
- 今村豊の一番弟子である。今村にとって初めて持った弟子であったことからデビュー当時から厳しく指導され、柳瀬も今村の家に熱心に通い詰めては指導を仰いだ。また、今村は朝早くから柳瀬の練習に付き合ったり、プロペラを叩いてあげたりと弟子への協力は一切惜しまなかった。成績が上がってきても厳しいことしか言わなかった今村だが、初めて柳瀬が記念に出場した時は「よう頑張った」などの褒め言葉を柳瀬にかけ、柳瀬は感動した。また、初優勝のときには今村から腕時計を贈られ、現在でもそれを宝物にしている。
- ブログを開設しており、自身の近況の他、同じペラグループのメンバーの事や競艇の裏話、昔話などを掲載している。
- プロペラグループの後輩に白井英治がいる。デビュー当時から今村とともに白井の面倒を見続けてきた。
- 阪神ファンで自身の横断幕もタイガース風である。